# Sapphire Princess
Sapphire Princess è una nave da crociera di proprietà della Princess Cruises.

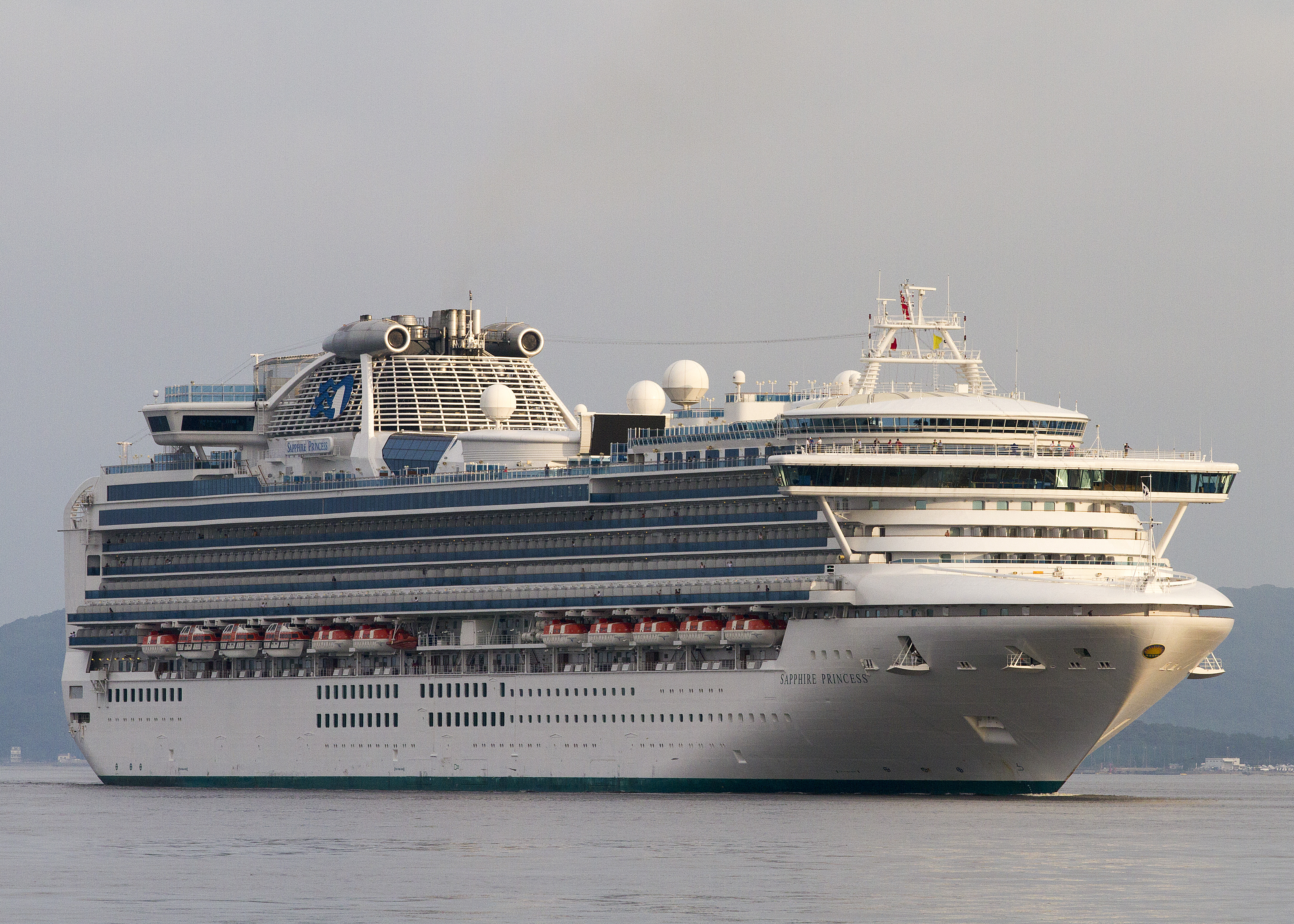
Sapphire Princess nel Porto di Hakata con la vecchia livrea

Entrò in servizio nel 2004 come nave gemella della Diamond Princess. All'epoca era una delle navi da crociera più grandi del mondo, con una capacità di 2 670 passeggeri. La Sapphire Princess fu varata il 10 giugno 2004 a Seattle, prima nave da crociera battezzata in quel porto.

## Navi gemelle
- Diamond Princess